# Chiesa di Santa Maria delle Grazie (Celano)
La chiesa di Santa Maria delle Grazie è un luogo di culto situato nel comune di Celano (AQ) in Abruzzo. 

## Storia

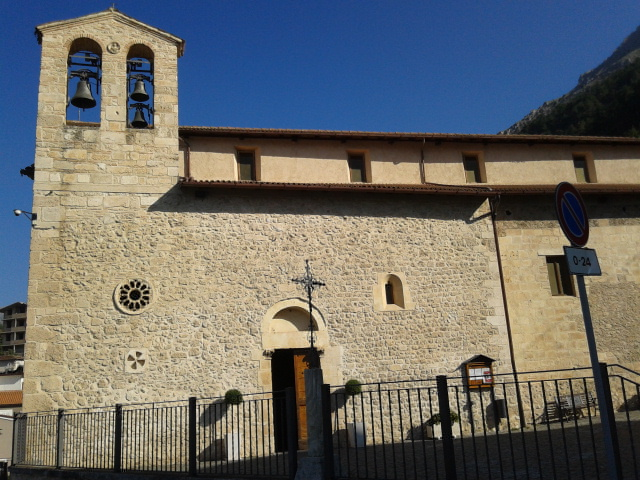
La facciata laterale

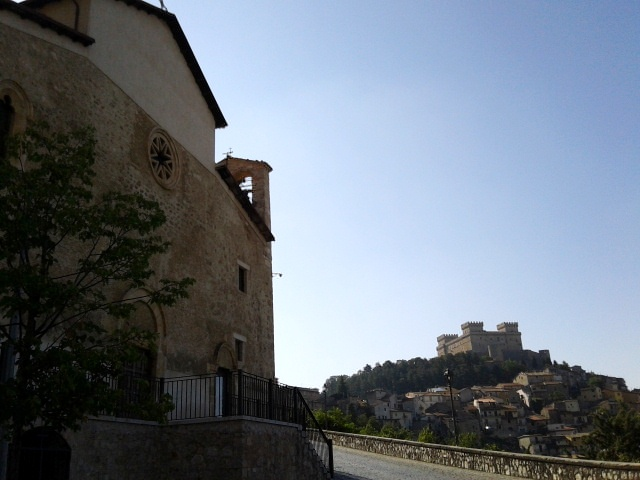
Veduta della chiesa e del castello Piccolomini

La chiesa originariamente intitolata a San Giovanni Capodacqua (Sancti Joannis Caput Aquae) fu edificata con ogni probabilità nella metà dell'XI secolo per volontà del vescovo dei Marsi Pandolfo, figlio di Berardo II, conte dei Marsi. Nel 1056 lo stesso vescovo commissionò la realizzazione dell'Exsultet per la chiesa feudale celanese, a testimonianza dell'importanza ecclesiastica della città. Il rotolo, custodito dal 1932 presso l'archivio diocesano "Muzio Febonio" di Avezzano, fu decorato presso l'abbazia di Montecassino e completato nel 1057. Nel 1059 la chiesa ospitò i resti ossei dei santi martiri Simplicio, Costanzo e Vittoriano.
L'edificio religioso fu risparmiato dalla distruzione dell'abitato originario di Celano, situato a mezza costa sul monte Tino (Colle San Vittorino) operata da Federico II di Svevia nel 1223.
Saputo ciò il religioso Tommaso da Celano, tornato dalla Germania, avrebbe visitato l'unica chiesa superstite della città distrutta e in seguito composto la sequenza liturgica Dies irae, a lui attribuita.
Con la ricostruzione del nucleo urbano sul colle di San Flaviano, intorno all'originaria fortificazione medievale, la chiesa situata in posizione defilata perse gradualmente d'importanza, tanto che il principale luogo di culto divenne di lì a poco quello edificato successivamente, dedicato a san Giovanni Battista.
Nel Trecento l'abside della chiesa altomedievale subì un crollo dovuto a infiltrazioni d'acqua causate dalla sovrastante sorgente di Fontegrande e forse anche per gli effetti del grave terremoto del 1349 che colpì pesantemente anche l'entroterra abruzzese.
Alcuni elementi architettonici e avvenimenti storici fanno ipotizzare la frequentazione del luogo di culto da parte dei templari tra il XIII e il XIV secolo.
Nei primi anni del XV secolo il conte Nicola fece traslare i resti dei santi patroni di Celano nella chiesa di San Giovanni Battista, mentre i lavori di ristrutturazione della vecchia chiesa portarono ad una modifica degli ingressi principali. In questo periodo questa fu dedicata a san Giovanni evangelista.
Nel corso dei decenni, nuovamente danneggiata dai terremoti che colpirono l'Italia centrale in particolare nel 1456 e nel 1461, fu ampiamente rimaneggiata. In questo secolo i Piccolomini, signori della contea di Celano, la fecero ufficialmente intitolare alla Madonna delle Grazie.
In seguito alle epidemie di peste divenne a tutti gli effetti una chiesa sepolcrale per via anche della sua posizione extra moenia. Furono realizzate delle cappelle interne e i sepolcri sotto il piano del pavimento. Nel corso del XVIII secolo, dopo i danni del terremoto del 1706, acquisì la denominazione di chiesa di San Giovanni Piedimonte, con una sola navata dotata di copertura e utilizzata per le funzioni religiose. Le altre parti vennero utilizzate come area cimiteriale fino al 1932, anno della realizzazione del cimitero a inumazione comunale. Con i restauri che fecero seguito ai gravi danni del terremoto della Marsica del 1915 furono recuperate e coperte tutte le parti dell'edificio religioso.

## Descrizione
La chiesa si caratterizza per le due facciate, quella principale in pietra con portale sovrastato dal rosone stellare a otto punte e quella laterale, con il portale duecentesco e due finestre monofore in stile tardo gotico, su cui svetta lateralmente il campanile a vela. Internamente le tre navate sono separate da possenti pilastri in pietra. Affreschi del Trecento e del Quattrocento e l'acquasantiera con lo stemma dei conti dei Marsi impreziosiscono gli ambienti interni.